# Большое правительство
Большо́е прави́тельство, также большо́е госуда́рство (иногда оба слова пишутся с заглавных букв — от англ. Big government) — термин, обычно используемый в уничижительном контексте политическими консерваторами в США, сторонниками экономического невмешательства, либертарианцами и анархистами, чтобы описать государственный или общественный сектор, который, по их мнению, чрезмерно большой, коррумпированный и неэффективный, или незаконно участвует в определённых областях общественного порядка или частного сектора. В этом последнем смысле термин может также использоваться политическими либералами по отношению к государственной политике, которая пытается регулировать вопросы, относящиеся к частной или личной сфере, вроде частного сексуального поведения или предпочтений при покупке продуктов питания.
Этот термин может употребляться при любой критике бюрократии: правительственных программ, поставленные перед которыми задачи могут быть достигнуты и без государственного вмешательства; попыток передачи в федеральное ведение программ традиционно осуществляемых на местном уровне; реализации программ, предусматривающих выполнение задач, обычно связанных с частным сектором и частными организациями (например, некоммерческими группами или религиозными организациями); дорогостоящих программ, расходы на которые, вероятно, значительно возрастут в долгосрочной перспективе; предметов перерасхода средств и плохого анализа затрат; устойчивых к реформам внутренне и внешне; при недостающей ответственности большой бюрократии; при ограничении или отсутствии сдержек и противовесов для власти внутри организаций; при недостаточных или противоречивых системах вычисления эффективности; ограниченных реальных выгодах граждан; экономической неэффективности (высокие затраты превосходят выгоды); программ, финансируемых прежде всего с помощью займов.
Комментаторы, которые используют этот термин, часто озабочены предоставлением общественных благ государством и участием государства в разработке и реализации законов и политики в отношении гражданских прав, социальной справедливости и социального обеспечения.
Другие обозреватели сочетают критику большого правительства с критикой «большого бизнеса», «большого труда», «большой нефти», «большого табака» и «большой фармации».